# Oscar al millor curtmetratge
L'Oscar al millor curtmetratge és un premi que atorga l'Acadèmia de Cinema de Hollywood en una cerimònia anual, en reconeixement del millor curtmetratge.
Des de l'inici dels premis el 1932 fins a l'any 1935 estava dividit en "Millor curtmetratge de comèdia" i "Millor curtmetratge de novetat". De 1936 a 1956 hi va haver dues categories separades: "Millor curtmetratge d'un carret" i "Millor curtmetratge de dos carrets". Els anys 1936 i 1937 es van entregar també els premis "Millor curtmetratge en color". A partir de 1957 van passar a ser categoria única.
Curtmetratges premiats:

## Guanyadors i nominats

### Dècada de 1930
| Any  | Comèdia                                         | Comèdia             | Comèdia                         | Novetat                     | Novetat                     | Novetat                            |
| Any  | Pel·lícula                                      | Nominats            | Nominats                        | Pel·lícula                  | Pel·lícula                  | Nominats                           |
| ---- | ----------------------------------------------- | ------------------- | ------------------------------- | --------------------------- | --------------------------- | ---------------------------------- |
| 1932 | The Music Box                                   | Hal Roach           | Hal Roach                       | Wrestling Swordfish         | Wrestling Swordfish         | Mack Sennett                       |
| 1932 | The Loud Mouth                                  | Mack Sennett        | Mack Sennett                    | Screen Souvenirs            | Screen Souvenirs            | Paramount Publix                   |
| 1932 | Scratch-As-Catch-Can                            | RKO Radio           | RKO Radio                       | Swing High                  | Swing High                  | Metro-Goldwyn-Mayer                |
| 1932 | Stout Hearts and Willing Hands (desqualificada) | RKO Radio           | RKO Radio                       |                             |                             |                                    |
| 1933 | So This Is Harris!                              | Louis Brock         | Louis Brock                     | Krakatoa                    | Krakatoa                    | Joe Rock                           |
| 1933 | Mister Mugg                                     | Warren Doane        | Warren Doane                    | Menu                        | Menu                        | Pete Smith                         |
| 1933 | A Preferred List                                | Louis Brock         | Louis Brock                     | The Sea                     | The Sea                     | Educational                        |
| 1934 | La Cucaracha                                    | Kenneth Macgowan    | Kenneth Macgowan                | City of Wax                 | City of Wax                 | Horace Woodard, Stacy Woodard      |
| 1934 | Men in Black                                    | Jules White         | Jules White                     | Bosom Friends               | Bosom Friends               | Skibo Productions                  |
| 1934 | What, No Men!                                   | Warner Bros.        | Warner Bros.                    | Strikes and Spares          | Strikes and Spares          | Pete Smith                         |
| 1935 | How to Sleep                                    | Jack Chertok        | Jack Chertok                    | Wings Over Everest          | Wings Over Everest          | Gaumont British, Skibo Productions |
| 1935 | Oh, My Nerves                                   | Jules White         | Jules White                     | Audioscopiks                | Audioscopiks                | Pete Smith                         |
| 1935 | Tit for Tat                                     | Hal Roach           | Hal Roach                       | Camera Thrills              | Camera Thrills              | Universal                          |
| Any  | Color                                           | Color               | Un carret                       | Un carret                   | Dos carrets                 | Dos carrets                        |
| Any  | Pel·lícula                                      | Nominats            | Pel·lícula                      | Nominats                    | Pel·lícula                  | Nominats                           |
| 1936 | Give Me Liberty                                 | Warner Bros.        | Bored of Education              | Hal Roach                   | The Public Pays             | Metro-Goldwyn-Mayer                |
| 1936 | La Fiesta de Santa Barbara                      | Lewis Lewyn         | Moscow Moods                    | Paramount                   | Double or Nothing           | Warner Bros.                       |
| 1936 | Popular Science J-6-2                           | Paramount           | Wanted – A Master               | Pete Smith                  | Dummy Ache                  | RKO Radio                          |
| 1937 | Penny Wisdom                                    | Pete Smith          | The Private Life of the Gannets | Skibo Productions           | Torture Money               | Metro-Goldwyn-Mayer                |
| 1937 | The Man Without a Country                       | Warner Bros.        | A Night at the Movies           | Metro-Goldwyn-Mayer         | Deep South                  | RKO Radio                          |
| 1937 | Popular Science J-7-1                           | Paramount           | Romance of Radium               | Pete Smith                  | Should Wives Work?          | RKO Radio                          |
| Any  | Un carret                                       | Un carret           | Un carret                       | Dos carrets                 | Dos carrets                 | Dos carrets                        |
| Any  | Pel·lícula                                      | Nominats            | Nominats                        | Pel·lícula                  | Pel·lícula                  | Nominats                           |
| 1938 | That Mothers Might Live                         | Metro-Goldwyn-Mayer | Metro-Goldwyn-Mayer             | Declaration of Independence | Declaration of Independence | Warner Bros.                       |
| 1938 | The Great Heart                                 | Metro-Goldwyn-Mayer | Metro-Goldwyn-Mayer             | Swingtime in the Movies     | Swingtime in the Movies     | Warner Bros.                       |
| 1938 | Timber Toppers                                  | 20th Century-Fox    | 20th Century-Fox                | They're Always Caught       | They're Always Caught       | Metro-Goldwyn-Mayer                |
| 1939 | Busy Little Bears                               | Paramount           | Paramount                       | Sons of Liberty             | Sons of Liberty             | Warner Bros.                       |
| 1939 | Information Please                              | RKO Radio           | RKO Radio                       | Drunk Driving               | Drunk Driving               | Metro-Goldwyn-Mayer                |
| 1939 | Prophet Without Honor                           | Metro-Goldwyn-Mayer | Metro-Goldwyn-Mayer             | Five Times Five             | Five Times Five             | RKO Radio                          |
| 1939 | Sword Fishing                                   | Warner Bros.        | Warner Bros.                    |                             |                             |                                    |

### Dècada de 1940
| Any  | Un carret                                             | Un carret                      | Dos carrets                   | Dos carrets                    |
| Any  | Pel·lícula                                            | Nominats                       | Pel·lícula                    | Nominats                       |
| ---- | ----------------------------------------------------- | ------------------------------ | ----------------------------- | ------------------------------ |
| 1940 | Quicker'n a Wink                                      | Pete Smith                     | Teddy, the Rough Rider        | Warner Bros.                   |
| 1940 | London Can Take It!                                   | Warner Bros.                   | Eyes of the Navy              | Metro-Goldwyn-Mayer            |
| 1940 | More About Nostradamus                                | Metro-Goldwyn-Mayer            | Service with the Colors       | Warner Bros.                   |
| 1940 | Siege                                                 | RKO Radio                      |                               |                                |
| 1941 | Of Pups and Puzzles                                   | Metro-Goldwyn-Mayer            | Main Street on the March!     | Metro-Goldwyn-Mayer            |
| 1941 | Army Champions                                        | Pete Smith                     | Alive in the Deep             | Woodward Productions           |
| 1941 | Beauty and the Beach                                  | Paramount                      | Forbidden Passage             | Metro-Goldwyn-Mayer            |
| 1941 | Down on the Farm                                      | Paramount                      | The Gay Parisian              | Warner Bros.                   |
| 1941 | Forty Boys and a Song                                 | Warner Bros.                   | The Tanks Are Coming          | Warner Bros.                   |
| 1941 | Kings of the Turf                                     | Warner Bros.                   |                               |                                |
| 1941 | Sagebrush and Silver                                  | 20th Century Fox               |                               |                                |
| 1942 | Speaking of Animals and Their Families                | Paramount                      | Beyond the Line of Duty       | Warner Bros.                   |
| 1942 | Desert Wonderland                                     | 20th Century Fox               | Don't Talk                    | Metro-Goldwyn-Mayer            |
| 1942 | Marines in the Making                                 | Pete Smith                     | Private Smith of the U.S.A.   | RKO Radio                      |
| 1942 | United States Marine Band                             | Warner Bros.                   |                               |                                |
| 1943 | Amphibious Fighters                                   | Grantland Rice                 | Heavenly Music                | Jerry Bresler, Sam Coslow      |
| 1943 | Cavalcade of Dance with Veloz and Yolanda             | Gordon Hollingshead            | Letter to a Hero              | Frederic Ullman                |
| 1943 | Champions Carry On                                    | Edmund Reek                    | Mardi Gras                    | Walter MacEwen                 |
| 1943 | Hollywood in Uniform                                  | Ralph Staub                    | Women at War                  | Gordon Hollingshead            |
| 1943 | Seeing Hands                                          | Pete Smith                     |                               |                                |
| 1944 | Who's Who in Animal Land                              | Jerry Fairbanks                | I Won't Play                  | Gordon Hollingshead            |
| 1944 | Blue Grass Gentlemen                                  | Edmund Reek                    | Bombalera                     | Louis Harris                   |
| 1944 | Jammin' the Blues                                     | Gordon Hollingshead            | Main Street Today             | Jerry Bresler                  |
| 1944 | Movie Pests                                           | Pete Smith                     |                               |                                |
| 1944 | Screen Snapshots' 50th Anniversary of Motion Pictures | Ralph Staub                    |                               |                                |
| 1945 | Stairway to Light                                     | Herbert Moulton, Jerry Bresler | Star in the Night             | Gordon Hollingshead            |
| 1945 | Along the Rainbow Trail                               | Edmund Reek                    | A Gun in His Hand             | Chester Franklin               |
| 1945 | Screen Snapshots' 25th Anniversary                    | Ralph Staub                    | The Jury Goes Round 'n' Round | Jules White                    |
| 1945 | Story of a Dog                                        | Gordon Hollingshead            | The Little Witch              | George Templeton               |
| 1945 | White Rhapsody                                        | Grantland Rice                 |                               |                                |
| 1945 | Your National Gallery                                 | Joseph O'Brien, Thomas Mead    |                               |                                |
| 1946 | Facing Your Danger                                    | Gordon Hollingshead            | A Boy and His Dog             | Gordon Hollingshead            |
| 1946 | Dive-Hi Champs                                        | Jack Eaton                     | College Queen                 | George Templeton               |
| 1946 | Golden Horses                                         | Edmund Reek                    | Hiss and Yell                 | Jules White                    |
| 1946 | Smart as a Fox                                        | Gordon Hollingshead            | The Luckiest Guy in the World | Jerry Bresler                  |
| 1946 | Sure Cures                                            | Pete Smith                     |                               |                                |
| 1947 | Good-Bye Miss Turlock                                 | Herbert Moulton                | Climbing the Matterhorn       | Irving Allen                   |
| 1947 | Brooklyn, U.S.A.                                      | Thomas Mead                    | Champagne for Two             | Harry Grey                     |
| 1947 | Moon Rockets                                          | Jerry Fairbanks                | Fight of the Wild Stallions   | Thomas Mead                    |
| 1947 | Now You See It                                        | Pete Smith                     | Give Us the Earth             | Herbert Morgan                 |
| 1947 | So You Want to Be in Pictures                         | Gordon Hollingshead            | A Voice is Born               | Ben Blake                      |
| 1948 | Symphony of a City                                    | Edmund H. Reek                 | Seal Island                   | Walt Disney                    |
| 1948 | Annie Was a Wonder                                    | Herbert Moulton                | Calgary Stampede              | Gordon Hollingshead            |
| 1948 | Cinderella Horse                                      | Gordon Hollingshead            | Going to Blazes               | Herbert Morgan                 |
| 1948 | So You Want to Be on the Radio                        | Gordon Hollingshead            | Samba Mania                   | Harry Grey                     |
| 1948 | You Can't Win                                         | Pete Smith                     | Snow Capers                   | Thomas Mead                    |
| 1949 | Aquatic House Party                                   | Jack Eaton                     | Van Gogh                      | Gaston Diehl i Robert Haessens |
| 1949 | Roller Derby Girl                                     | Justin Herman                  | Boy and the Eagle             | William Lasky                  |
| 1949 | So You Think You're Not Guilty                        | Gordon Hollingshead            | Chase of Death                | Irving Allen                   |
| 1949 | Spills and Chills                                     | Walton C. Ament                | The Grass is Always Greener   | Gordon Hollingshead            |
| 1949 | Water Trix                                            | Pete Smith                     | Snow Carnival                 | Gordon Hollingshead            |

### Dècada de 1950
| Any  | Un carret                                    | Un carret                                    | Dos carrets                                     | Dos carrets                                     |
| Any  | Pel·lícula                                   | Nominats                                     | Pel·lícula                                      | Nominats                                        |
| ---- | -------------------------------------------- | -------------------------------------------- | ----------------------------------------------- | ----------------------------------------------- |
| 1950 | Grandad of Races                             | Gordon Hollingshead                          | In Beaver Valley                                | Walt Disney                                     |
| 1950 | Blaze Busters                                | Robert Youngson                              | Grandma Moses                                   | Falcon Films                                    |
| 1950 | Wrong Way Butch                              | Pete Smith                                   | My Country 'Tis of Thee                         | Gordon Hollingshead                             |
| 1951 | World of Kids                                | Robert Youngson                              | Nature's Half Acre                              | Walt Disney                                     |
| 1951 | Ridin' the Rails                             | Jack Eaton                                   | Balzac                                          | Les Films Du Compass                            |
| 1951 | The Story of Time                            | Robert G. Leffingwell                        | Danger Under the Sea                            | Thomas Mead                                     |
| 1952 | Light in the Window: The Art of Vermeer      | Boris Vermont                                | Water Birds                                     | Walt Disney                                     |
| 1952 | Athletes of the Saddle                       | Jack Eaton                                   | Bridge of Time                                  | London Films                                    |
| 1952 | Desert Killer                                | Gordon Hollingshead                          | Devil Take Us                                   | Herbert Morgan                                  |
| 1952 | Neighbours                                   | Norman McLaren                               | Thar She Blows!                                 | Gordon Hollingshead                             |
| 1952 | Royal Scotland                               | Crown Film Unit                              |                                                 |                                                 |
| 1953 | The Merry Wives of Windsor Overture          | Johnny Green                                 | Bear Country                                    | Walt Disney                                     |
| 1953 | Christ among the Primitives                  | Vincenzo Lucci-Chiarissi                     | Ben and Me                                      | Walt Disney                                     |
| 1953 | Herring Hunt                                 | National Film Board of Canada                | Return to Glennascaul                           | Mayer Kingsley, Inc.                            |
| 1953 | Joy of Living                                | Boris Vermont                                | Vesuvius Express                                | Otto Lang                                       |
| 1953 | Wee Water Wonders                            | Jack Eaton                                   | Winter Paradise                                 | Cedric Francis                                  |
| 1954 | This Mechanical Age                          | Robert Youngson                              | A Time Out of War                               | Denis Sanders, Terry Sanders                    |
| 1954 | The First Piano Quartette                    | Otto Lang                                    | Beauty and the Bull                             | Cedric Francis                                  |
| 1954 | The Strauss Fantasy                          | Johnny Green                                 | Jet Carrier                                     | Otto Lang                                       |
| 1954 |                                              |                                              | Siam                                            | Walt Disney                                     |
| 1955 | Survival City                                | Edmund Reek                                  | The Face of Lincoln                             | Wilbur T. Blume                                 |
| 1955 | Gadgets Galore                               | Robert Youngson                              | 24-Hour Alert                                   | Cedric Francis                                  |
| 1955 | 3rd Ave. El                                  | Carson Davidson                              | The Battle of Gettysburg                        | Dore Schary                                     |
| 1955 | Three Kisses                                 | Justin Herman                                | On the Twelfth Day                              | George K. Arthur                                |
| 1955 |                                              |                                              | Switzerland                                     | Walt Disney                                     |
| 1956 | Crashing the Water Barrier                   | Konstantin Kalser                            | The Bespoke Overcoat                            | Romulus Films                                   |
| 1956 | I Never Forget a Face                        | Robert Youngson                              | Cow Dog                                         | Larry Lansburgh                                 |
| 1956 | Time Stood Still                             | Cedric Francis                               | The Dark Wave                                   | John Healy                                      |
| 1956 |                                              |                                              | Samoa                                           | Walt Disney                                     |
| Any  | Millor curtmetratge                          | Millor curtmetratge                          | Millor curtmetratge                             | Millor curtmetratge                             |
| Any  | Pel·lícula                                   | Pel·lícula                                   | Nominats                                        | Nominats                                        |
| 1957 | The Wetback Hound                            | The Wetback Hound                            | Larry Lansburgh                                 | Larry Lansburgh                                 |
| 1957 | A Chairy Tale                                | A Chairy Tale                                | Norman McLaren                                  | Norman McLaren                                  |
| 1957 | City of Gold                                 | City of Gold                                 | Tom Daly                                        | Tom Daly                                        |
| 1957 | Foothold on Antarctica                       | Foothold on Antarctica                       | James Carr                                      | James Carr                                      |
| 1957 | Portugal                                     | Portugal                                     | Ben Sharpsteen                                  | Ben Sharpsteen                                  |
| 1958 | Grand Canyon                                 | Grand Canyon                                 | Walt Disney                                     | Walt Disney                                     |
| 1958 | Journey into Spring                          | Journey into Spring                          | Ian Ferguson                                    | Ian Ferguson                                    |
| 1958 | The Kiss                                     | The Kiss                                     | John Patrick Hayes                              | John Patrick Hayes                              |
| 1958 | Snows of Aorangi                             | Snows of Aorangi                             | New Zealand Screen Board                        | New Zealand Screen Board                        |
| 1958 | T Is for Tumbleweed                          | T Is for Tumbleweed                          | James A. Lebenthal                              | James A. Lebenthal                              |
| 1959 | The Golden Fish                              | The Golden Fish                              | Jacques-Yves Cousteau                           | Jacques-Yves Cousteau                           |
| 1959 | Between the Tides                            | Between the Tides                            | Ian Ferguson                                    | Ian Ferguson                                    |
| 1959 | Mysteries of the Deep                        | Mysteries of the Deep                        | Walt Disney                                     | Walt Disney                                     |
| 1959 | The Running, Jumping and Standing-Still Film | The Running, Jumping and Standing-Still Film | Peter Sellers                                   | Peter Sellers                                   |
| 1959 | Skyscraper                                   | Skyscraper                                   | Shirley Clarke, Willard Van Dyke, Irving Jacoby | Shirley Clarke, Willard Van Dyke, Irving Jacoby |

### Dècada de 1960
| Any  | Pel·lícula                        | Nominats                                                         |
| ---- | --------------------------------- | ---------------------------------------------------------------- |
| 1960 | Day of the Painter                | Ezra R. Baker                                                    |
| 1960 | The Creation of Woman             | Charles F. Schwep, Ismail Merchant                               |
| 1960 | Islands of the Sea                | Walt Disney                                                      |
| 1960 | A Sport Is Born                   | Leslie Winik                                                     |
| 1961 | Seawards the Great Ships          | Templar Film Studios                                             |
| 1961 | Play Ball!                        | Ciné-Documents                                                   |
| 1961 | The Face of Jesus                 | Dr. John D. Jennings                                             |
| 1961 | Rooftops of New York              | Robert Gaffney                                                   |
| 1961 | Very Nice, Very Nice              | Arthur Lipsett                                                   |
| 1962 | Heureux Anniversaire              | Pierre Étaix, Jean-Claude Carrière                               |
| 1962 | Big City Blues                    | Martina Huguenot van der Linden, Charles Huguenot van der Linden |
| 1962 | The Cadillac                      | Robert Clouse                                                    |
| 1962 | One Plus One                      | Hayward Anderson                                                 |
| 1962 | Pan                               | Herman van der Horst                                             |
| 1963 | An Occurrence at Owl Creek Bridge | Paul De Roubaix, Marcel Ichac                                    |
| 1963 | The Concert                       | Ezra Baker                                                       |
| 1963 | The Home Made Car                 | James Hill                                                       |
| 1963 | Six-Sided Triangle                | Christopher Miles                                                |
| 1963 | That's Me                         | Walker Stuart                                                    |
| 1964 | Casals Conducts: 1964             | Edward Schreiber                                                 |
| 1964 | Help! My Snowman's Burning Down   | Carson Davidson                                                  |
| 1964 | The Legend of Jimmy Blue Eyes     | Robert Clouse                                                    |
| 1965 | Le poulet                         | Claude Berri                                                     |
| 1965 | Fortress of Peace                 | Lothar Wolff                                                     |
| 1965 | Skaterdater                       | Marshal Backlar, Noel Black                                      |
| 1965 | Snow                              | Geoffrey Jones, Edgar Anstey                                     |
| 1965 | Time Piece                        | Jim Henson                                                       |
| 1966 | Wild Wings                        | Edgar Anstey                                                     |
| 1966 | Turkey the Bridge                 | Derek Williams                                                   |
| 1966 | The Winning Strain                | Leslie Winik                                                     |
| 1967 | A Place to Stand                  | Christopher Chapman                                              |
| 1967 | Paddle to the Sea                 | Julian Biggs                                                     |
| 1967 | Sky Over Holland                  | John Fernhout                                                    |
| 1967 | Stop, Look and Listen             | Len Janson, Chuck Menville                                       |
| 1968 | Robert Kennedy Remembered         | Charles Guggenheim                                               |
| 1968 | The Dove                          | George Coe, Sidney Davis i Anthony Lover                         |
| 1968 | Pas de deux                       | Norman McLaren                                                   |
| 1968 | Prelude                           | John Astin                                                       |
| 1969 | The Magic Machines                | Joan Keller Stern                                                |
| 1969 | Blake                             | Doug Jackson                                                     |
| 1969 | People Soup                       | Marc Merson                                                      |

### Dècada de 1970
| Any  | Pel·lícula                                   | Nominats                                  |
| ---- | -------------------------------------------- | ----------------------------------------- |
| 1970 | The Resurrection of Broncho Billy            | John Longenecker                          |
| 1970 | Shut Up... I'm Crying                        | Robert Siegler                            |
| 1970 | Sticky My Fingers... Fleet My Feet           | John D. Hancock                           |
| 1971 | Sentinels of Silence                         | Manuel Arango, Robert Amram               |
| 1971 | Good Morning                                 | Denny Evans, Ken Greenwald                |
| 1971 | The Rehearsal                                | Stephen F. Verona                         |
| 1972 | Norman Rockwell's World... An American Dream | Richard Barclay                           |
| 1972 | Frog Story                                   | Ron Satlof, Ray Gideon                    |
| 1972 | Solo                                         | David Adams                               |
| 1973 | The Bolero                                   | Allan Miller, William Fertik              |
| 1973 | Clockmaker                                   | Richard Gayer                             |
| 1973 | Life Times Nine                              | Pen Densham, John Watson                  |
| 1974 | One-Eyed Men Are Kings                       | Paul Claudon, Edmond Sechan               |
| 1974 | Climb                                        | Dewitt Jones                              |
| 1974 | The Concert                                  | Julian Chagrin, Claude Chagrin            |
| 1974 | Planet Ocean                                 | George V. Casey                           |
| 1974 | The Violin                                   | Andrew Welsh, George Pastic               |
| 1975 | Angel and Big Joe                            | Bert Salzman                              |
| 1975 | Conquest of Light                            | Louis Marcus                              |
| 1975 | Dawn Flight                                  | Lawrence M. Lansburgh, Brian Lansburgh    |
| 1975 | A Day in the Life of Bonnie Consolo          | Barry Spinello                            |
| 1975 | Doubletalk                                   | Alan Beattie                              |
| 1976 | In the Region of Ice                         | Andre Guttfreund, Peter Werner            |
| 1976 | Kudzu                                        | Marjorie Anne Short                       |
| 1976 | The Morning Spider                           | Julian Chagrin, Claude Chagrin            |
| 1976 | Nightlife                                    | Claire Wilbur, Robin Lehman               |
| 1976 | Number One                                   | Dyan Cannon, Vince Cannon                 |
| 1977 | I'll Find a Way                              | Beverly Shaffer, Yuki Yoshida             |
| 1977 | The Absent-Minded Waiter                     | William E. McEuen                         |
| 1977 | Floating Free                                | Jerry Butts                               |
| 1977 | Notes on the Popular Arts                    | Saul Bass                                 |
| 1977 | Spaceborne                                   | Philip Dauber                             |
| 1978 | Teenage Father                               | Taylor Hackford                           |
| 1978 | A Different Approach                         | Jim Belcher, Fern Field                   |
| 1978 | Mandy's Grandmother                          | Andrew Sugerman                           |
| 1978 | Strange Fruit                                | Seth Pinsker                              |
| 1979 | Board and Care                               | Sarah Pillsbury, Ron Ellis                |
| 1979 | Bravery in the Field                         | Roman Kroitor, Stefan Wodoslawsky         |
| 1979 | Oh Brother, My Brother                       | Carol Lowell, Ross Lowell                 |
| 1979 | The Solar Film                               | Saul Bass, Michael Britton                |
| 1979 | Solly's Diner                                | Harry Mathias, Jay Zukerman, Larry Hankin |

### Dècada de 1980
| Any  | Pel·lícula                          | Nominats                             |
| ---- | ----------------------------------- | ------------------------------------ |
| 1980 | The Dollar Bottom                   | Lloyd Phillips                       |
| 1980 | Fall Line                           | Bob Carmichael, Greg Lowe            |
| 1980 | A Jury of Her Peers                 | Sally Heckel                         |
| 1981 | Violet                              | Paul Kemp, Shelley Levinson          |
| 1981 | Couples and Robbers                 | Christine Oestreicher                |
| 1981 | First Winter                        | John N. Smith                        |
| 1982 | A Shocking Accident                 | Christine Oestreicher                |
| 1982 | Ballet Robotique                    | Bob Rogers                           |
| 1982 | The Silence                         | Michael Toshiyuki Uno, Joseph Benson |
| 1982 | Split Cherry Tree                   | Jan Saunders                         |
| 1982 | Sredni Vashtar                      | Andrew Birkin                        |
| 1983 | Boys and Girls                      | Janice L. Platt                      |
| 1983 | Goodie-Two-Shoes                    | Ian Emes                             |
| 1983 | Overnight Sensation                 | Jon N. Bloom                         |
| 1984 | Up                                  | Mike Hoover                          |
| 1984 | The Painted Door                    | Michael MacMillan, Janice L. Platt   |
| 1984 | Tales of Meeting and Parting        | Sharon Oreck, Lesli Linka Glatter    |
| 1985 | Molly's Pilgrim                     | Jeff Brown, Chris Pelzer             |
| 1985 | Graffiti                            | Dianna Costello                      |
| 1985 | Rainbow War                         | Bob Rogers                           |
| 1986 | Precious Images                     | Chuck Workman                        |
| 1986 | Exit                                | Stefano Reali, Pino Quartullo        |
| 1986 | Love Struck                         | Fredda Weiss                         |
| 1987 | Ray's Male Heterosexual Dance Hall  | Jonathan Sanger, Jana Sue Memel      |
| 1987 | Making Waves                        | Ann Wingate                          |
| 1987 | Shoeshine                           | Robert A. Katz                       |
| 1988 | The Appointments of Dennis Jennings | Dean Parisot, Steven Wright          |
| 1988 | Cadillac Dreams                     | Matia Karrell, Abbee Goldstein       |
| 1988 | Gullah Tales                        | George deGolian, Gary Moss           |
| 1989 | Work Experience                     | James Hendrie                        |
| 1989 | Amazon Diary                        | Robert Nixon                         |
| 1989 | The Childeater                      | Jonathan Tammuz                      |

### Dècada de 1990
| Any  | Pel·lícula                                         | Nominats                              |
| ---- | -------------------------------------------------- | ------------------------------------- |
| 1990 | The Lunch Date                                     | Adam Davidson                         |
| 1990 | Bronx Cheers                                       | Raymond De Felitta, Matthew Gross     |
| 1990 | Dear Rosie                                         | Peter Cattaneo, Barnaby Thompson      |
| 1990 | Senzeni Na?                                        | Bernard Joffa, Anthony E. Nicholas    |
| 1990 | 12:01 PM                                           | Hillary Ripps, Jonathan Heap          |
| 1991 | Session Man                                        | Seth Winston, Rob Fried               |
| 1991 | Birch Street Gym                                   | Stephen Kessler, Thomas R. Conroy     |
| 1991 | Last Breeze of Summer                              | David Massey                          |
| 1992 | Omnibus                                            | Sam Karmann                           |
| 1992 | Contact                                            | Jonathan Darby, Jana Sue Memel        |
| 1992 | Cruise Control                                     | Matt Palmieri                         |
| 1992 | The Lady in Waiting                                | Christian Taylor                      |
| 1992 | Swan Song                                          | Kenneth Branagh, David Parfitt        |
| 1993 | Schwarzfahrer                                      | Pepe Danquart                         |
| 1993 | Down on the Waterfront                             | Stacy Title, Jonathan Penner          |
| 1993 | The Dutch Master                                   | Susan Seidelman, Jonathan Brett       |
| 1993 | Partners                                           | Peter Weller, Jana Sue Memel          |
| 1993 | La Vis                                             | Didier Flamand                        |
| 1994 | Franz Kafka's It's a Wonderful Life                | Peter Capaldi, Ruth Kenley-Letts      |
| 1994 | Trevor                                             | Peggy Rajski, Randy Stone             |
| 1994 | Kangaroo Court                                     | Sean Astin, Christine Astin           |
| 1994 | On Hope                                            | JoBeth Williams, Michele McGuire      |
| 1994 | Syrup                                              | Paul Unwin, Nick Vivian               |
| 1995 | Lieberman in Love                                  | Christine Lahti, Jana Sue Memel       |
| 1995 | Brooms                                             | Luke Cresswell, Steve McNicholas      |
| 1995 | Duke of Groove                                     | Griffin Dunne, Thom Colwell           |
| 1995 | Little Surprises                                   | Jeff Goldblum, Tikki Goldberg         |
| 1995 | Tuesday Morning Ride                               | Dianne Houston, Joy Ryan              |
| 1996 | Dear Diary                                         | David Frankel, Barry Jossen           |
| 1996 | De tripas, corazón                                 | Antonio Urrutia                       |
| 1996 | Ernst & Lyset                                      | Kim Magnusson, Anders Thomas Jensen   |
| 1996 | Esposados                                          | Juan Carlos Fresnadillo               |
| 1996 | Wordless                                           | Bernadette Carranza, Antonello De Leo |
| 1997 | Visas and Virtue                                   | Chris Tashima, Chris Donahue          |
| 1997 | Dance Lexie Dance                                  | Pearse Moore, Tim Loane               |
| 1997 | It's Good to Talk                                  | Roger Goldby, Barney Reisz            |
| 1997 | Sweethearts?                                       | Birger Larsen, Thomas Lydholm         |
| 1997 | Wolfgang                                           | Kim Magnusson, Anders Thomas Jensen   |
| 1998 | Valgaften                                          | Kim Magnusson, Anders Thomas Jensen   |
| 1998 | Culture                                            | Will Speck, Josh Gordon               |
| 1998 | Holiday Romance                                    | Alexander Jovy, JJ Keith              |
| 1998 | La Carte Postale                                   | Vivian Goffette                       |
| 1998 | Victor                                             | Simon Sandquist, Joel Bergvall        |
| 1999 | My Mother Dreams the Satan's Disciples in New York | Barbara Schock, Tamara Tiehel         |
| 1999 | Bror, Min Bror                                     | Henrik Ruben Genz, Michael W. Horsten |
| 1999 | Killing Joe                                        | Mehdi Norowzian, Steve Wax            |
| 1999 | Kleingeld                                          | Marc-Andreas Bochert, Gabriele Lins   |
| 1999 | Major and Minor Miracles                           | Marcus Olsson                         |

### Dècada de 2000
| Any  | Pel·lícula                      | Nominats                                |
| ---- | ------------------------------- | --------------------------------------- |
| 2000 | Quiero ser (I want to be ...)   | Florian Gallenberger                    |
| 2000 | By Courier                      | Peter Riegert, Ericka Frederick         |
| 2000 | One Day Crossing                | Joan Stein, Christina Lazaridi          |
| 2000 | Seraglio                        | Gail Lerner, Colin Campbell             |
| 2000 | Uma História de Futebol         | Paulo Machline                          |
| 2001 | The Accountant                  | Ray McKinnon, Lisa Blount               |
| 2001 | Copy Shop                       | Virgil Widrich                          |
| 2001 | Gregor's Greatest Invention     | Johannes Kiefer                         |
| 2001 | Meska Sprawa                    | Slawomir Fabicki, Bogumil Godfrejow     |
| 2001 | Speed for Thespians             | Kalman Apple, Shameela Bakhsh           |
| 2002 | Der er en yndig mand            | Martin Strange-Hansen                   |
| 2002 | Fait D'Hiver                    | Dirk Beliën, Anja Daelemans             |
| 2002 | J'Attendrai Le Suivant          | Philippe Orreindy, Thomas Gaudin        |
| 2002 | Inja                            | Steven Pasvolsky, Joe Weatherstone      |
| 2002 | Johnny Flynton                  | Lexi Alexander, Alexander Buono         |
| 2003 | Two Soldiers                    | Aaron Schneider, Andrew J. Sacks        |
| 2003 | Die Rote Jacke                  | Florian Baxmeyer                        |
| 2003 | Most                            | Bobby Garabedian, William Zabka         |
| 2003 | Squash                          | Lionel Bailliu                          |
| 2003 | (A) Torzija                     | Stefan Arsenijevic                      |
| 2004 | Wasp                            | Andrea Arnold                           |
| 2004 | Everything in This Country Must | Gary McKendry                           |
| 2004 | Little Terrorist                | Ashvin Kumar                            |
| 2004 | 7:35 de la mañana               | Nacho Vigalondo                         |
| 2004 | Two Cars, One Night             | Taika Waititi, Ainsley Gardiner         |
| 2005 | Six Shooter                     | Martin McDonagh                         |
| 2005 | Ausreisser                      | Ulrike Grote                            |
| 2005 | Cashback                        | Sean Ellis, Lene Bausager               |
| 2005 | The Last Farm                   | Rúnar Rúnarsson, Thor S. Sigurjónsson   |
| 2005 | Our Time Is Up                  | Rob Pearlstein, Pia Clemente            |
| 2006 | West Bank Story                 | Ari Sandel                              |
| 2006 | Binta y la gran idea            | Javier Fesser, Luis Manso               |
| 2006 | Éramos Pocos                    | Borja Cobeaga                           |
| 2006 | Helmer & Son                    | Søren Pilmark, Kim Magnusson            |
| 2006 | The Saviour                     | Peter Templeman, Stuart Parkyn          |
| 2007 | Le Mozart des Pickpockets       | Philippe Pollet-Villard                 |
| 2007 | At Night                        | Christian E. Christiansen, Louise Vesth |
| 2007 | Il Supplente                    | Andrea Jublin                           |
| 2007 | Tanghi Argentini                | Guido Thys, Anja Daelemans              |
| 2007 | The Tonto Woman                 | Daniel Barber, Matthew Brown            |
| 2008 | Spielzeugland                   | Jochen Alexander Freydank               |
| 2008 | Auf der Strecke                 | Reto Caffi                              |
| 2008 | Manon on the Asphalt            | Elizabeth Marre, Olivier Pont           |
| 2008 | New Boy                         | Steph Green, Tamara Anghie              |
| 2008 | The Pig                         | Tivi Magnusson, Dorte Høgh              |
| 2009 | The New Tenants                 | Joachim Back, Tivi Magnusson            |
| 2009 | The Door                        | Juanita Wilson, James Flynn             |
| 2009 | Instead of Abracadabra          | Patrik Eklund, Mathias Fjellström       |
| 2009 | Kavi                            | Gregg Helvey                            |
| 2009 | Miracle Fish                    | Luke Doolan, Drew Bailey                |

### Dècada de 2010
| Any  | Pel·lícula                     | Nominats                                  |
| ---- | ------------------------------ | ----------------------------------------- |
| 2010 | God of Love                    | Luke Matheny                              |
| 2010 | The Confession                 | Tanel Toom                                |
| 2010 | The Crush                      | Michael Creagh                            |
| 2010 | Na Wewe                        | Ivan Goldschmidt                          |
| 2010 | Wish 143                       | Ian Barnes                                |
| 2011 | The Shore                      | Terry George, Oorlagh George              |
| 2011 | Pentecost                      | Peter McDonald, Eimear O'Kane             |
| 2011 | Raju                           | Max Zähle, Stefan Gieren                  |
| 2011 | Time Freak                     | Andrew Bowler, Gigi Causey                |
| 2011 | Tuba Atlantic (desqualificada) | Hallvar Witzø                             |
| 2012 | Curfew                         | Shawn Christensen                         |
| 2012 | Asad                           | Bryan Buckley                             |
| 2012 | Buzkashi Boys                  | Sam French, Ariel Nasr                    |
| 2012 | Dood van een Schaduw           | Tom Van Avermaet, Ellen De Waele          |
| 2012 | Henry                          | Yan England                               |
| 2013 | Helium                         | Anders Walter, Kim Magnusson              |
| 2013 | Aquel no era yo                | Esteban Crespo García                     |
| 2013 | Avant que de tout perdre       | Xavier Legrand, Alexandre Gavras          |
| 2013 | Pitääkö mun kaikki hoitaa?     | Selma Vilhunen, Kirsikka Saari            |
| 2013 | The Voorman Problem            | Mark Gill, Baldwin Li                     |
| 2014 | The Phone Call                 | Mat Kirkby                                |
| 2014 | Aya                            | Oded Binnun, Mihal Brezis                 |
| 2014 | Boogaloo and Graham            | Michael Lennox, Ronan Blaney              |
| 2014 | La lampe au beurre de yak      | Hu Wei, Julien Féret                      |
| 2014 | Parvaneh                       | Talkhon Hamzavi, Stefan Eichenberger      |
| 2015 | Stutterer                      | Benjamin Cleary, Serena Armitage          |
| 2015 | Ave Maria                      | Basil Khalil, Eric Dupont                 |
| 2015 | Day One                        | Henry Hughes                              |
| 2015 | Alles wird gut                 | Patrick Vollrath                          |
| 2015 | Shok                           | Jamie Donoughue                           |
| 2016 | Mindenki                       | Kristof Deák, Anna Udvardy                |
| 2016 | Ennemis intérieurs             | Sélim Azzazi                              |
| 2016 | La femme et le TGV             | Timo von Gunten, Giacun Caduff            |
| 2016 | Silent Nights                  | Aske Bang, Kim Magnusson                  |
| 2016 | Timecode                       | Juanjo Giménez                            |
| 2017 | The Silent Child               | Chris Overton, Rachel Shenton             |
| 2017 | DeKalb Elementary              | Reed Van Dyk                              |
| 2017 | The Eleven O'Clock             | Derin Seale, Josh Lawson                  |
| 2017 | My Nephew Emmett               | Kevin Wilson Jr.                          |
| 2017 | Watu Wote                      | Katja Benrath, Tobias Rosen               |
| 2018 | Skin                           | Guy Nattiv, Jaime Ray Newman              |
| 2018 | Detenció                       | Vincent Lambe, Darren Mahon               |
| 2018 | Fauve                          | Jérémy Comte, Maria Gracia Turgeon        |
| 2018 | Marguerite                     | Marianne Farley, Marie-Hélène Panisset    |
| 2018 | Madre                          | Rodrigo Sorogoyen, María del Puy Alvarado |
| 2019 | The Neighbors' Window          | Marshall Curry                            |
| 2019 | Brotherhood                    | Meryam Joobeur, Maria Gracia Turgeon      |
| 2019 | Nefta Football Club            | Yves Piat, Damien Megherbi                |
| 2019 | Saria                          | Bryan Buckley, Matt Lefebvre              |
| 2019 | A Sister                       | Delphine Girard                           |

### Dècada de 2020
| Any  | Pel·lícula                             | Nominats                             |
| ---- | -------------------------------------- | ------------------------------------ |
| 2020 | Two Distant Strangers                  | Travon Free, Martin Desmond Roe      |
| 2020 | Feeling Through                        | Doug Roland, Susan Ruzenski          |
| 2020 | The Letter Room                        | Elvira Lind, Sofia Sondervan         |
| 2020 | The Present                            | Farah Nabulsi                        |
| 2020 | White Eye                              | Tomer Shushan, Shira Hochman         |
| 2021 | The Long Goodbye                       | Aneil Karia, Riz Ahmed               |
| 2021 | Ala Kachuu – Take and Run              | Maria Brendle, Nadine Lüchinger      |
| 2021 | Sukienka                               | Tadeusz Łysiak, Maciej Ślesicki      |
| 2021 | On My Mind                             | Martin Strange-Hansen, Kim Magnusson |
| 2021 | Please Hold                            | K.D. Dávila, Levin Menekse           |
| 2022 | An Irish Goodbye                       | Tom Berkeley, Ross White             |
| 2022 | Ivalu                                  | Anders Walter, Rebecca Pruzan        |
| 2022 | Le pupille                             | Alice Rohrwacher, Alfonso Cuarón     |
| 2022 | Night Ride                             | Eirik Tveiten, Gaute Lid Larssen     |
| 2022 | The Red Suitcase                       | Cyrus Neshvad                        |
| 2023 | La meravellosa història de Henry Sugar | Wes Anderson, Steven Rales           |
| 2023 | The After                              | Misan Harriman, Nicky Bentham        |
| 2023 | Invincible                             | Vincent René-Lortie, Samuel Caron    |
| 2023 | Knight of Fortune                      | Lasse Lyskjær Noer, Christian Norlyk |
| 2023 | Red, White and Blue                    | Nazrin Choudhury, Sara McFarlane     |